# Premi Magritte 2012
La cerimonia di premiazione della 2ª edizione dei Premi Magritte si è svolta il 4 febbraio 2012 al centro congressi Square di Bruxelles.
Il film trionfatore è stato Un'estate da giganti, diretto da Bouli Lanners, vincitore di cinque riconoscimenti su dodici candidature, compresi quelli per miglior film e miglior regista.

## Vincitori e candidati
Vengono di seguito indicati in grassetto i vincitori. Ove ricorrente e disponibile, viene indicato il titolo in lingua italiana e quello in lingua originale tra parentesi.
Miglior film
- Un'estate da giganti (Les Géants), regia di Bouli Lanners
  - Beyond the Steppes, regia di Vanja d'Alcantara
  - La Fée, regia di Dominique Abel, Fiona Gordon e Bruno Romy
  - Il ragazzo con la bicicletta (Le Gamin au vélo), regia di Jean-Pierre e Luc Dardenne

Miglior regista
- Bouli Lanners - Un'estate da giganti (Les Géants)
  - Dominique Abel, Fiona Gordon e Bruno Romy - La Fée
  - Jean-Pierre e Luc Dardenne - Il ragazzo con la bicicletta (Le Gamin au vélo)
  - Sam Garbarski - Quartier lointain

Miglior film fiammingo in coproduzione
- Bullhead - La vincente ascesa di Jacky (Rundskop)
  - Hasta la vista
  - Pulsar
  - Smoorverliefd
  - 22 mei - 22 mai

Miglior film straniero in coproduzione
- Emotivi anonimi (Les Émotifs anonymes), regia di Jean-Pierre Améris
  - Un homme qui crie, regia di Mahamat Saleh Haroun
  - Potiche - La bella statuina (Potiche), regia di François Ozon
  - L'altra verità (Route Irish), regia di Ken Loach

Migliore sceneggiatura originale o adattamento
- Michaël R. Roskam - Bullhead - La vincente ascesa di Jacky (Rundskop)
  - Philippe Blasband - Emotivi anonimi (Les Émotifs anonymes)
  - Jean-Pierre e Luc Dardenne - Il ragazzo con la bicicletta (Le Gamin au vélo)
  - Bouli Lanners e Elise Ancion - Un'estate da giganti (Les Géants)

Miglior attore
- Matthias Schoenaerts - Bullhead - La vincente ascesa di Jacky (Rundskop)
  - Dominique Abel -La Fée
  - Benoît Poelvoorde - Emotivi anonimi (Les Émotifs anonymes)
  - Jonathan Zaccaï - Quartier lointain

Migliore attrice
- Lubna Azabal - La donna che canta (Incendies)
  - Isabelle De Hertogh - Hasta la vista
  - Cécile de France - Il ragazzo con la bicicletta (Le Gamin au vélo)
  - Yolande Moreau - Où va la nuit

Miglior attore non protagonista
- Jérémie Renier - Potiche - La bella statuina (Potiche)
  - Laurent Capelluto - Où va la nuit
  - Bouli Lanners - Kill Me Please
  - Didier Toupy - Un'estate da giganti (Les Géants)

Migliore attrice non protagonista
- Gwen Berrou - Un'estate da giganti (Les Géants)
  - Virginie Efira - Kill Me Please
  - Marie Kremer - Légitime défense
  - Tania Garbarski - Quartier lointain

Migliore promessa maschile
- Thomas Doret - Il ragazzo con la bicicletta (Le Gamin au vélo)
  - Romain David - Noir océan
  - David Murgia - Bullhead - La vincente ascesa di Jacky (Rundskop)
  - Martin Nissen - Un'estate da giganti (Les Géants)

Migliore promessa femminile
- Erika Sainte - Elle ne pleure pas, elle chante
  - Stéphanie Crayencour - Les Mythos
  - Jeanne Dandoy - Bullhead - La vincente ascesa di Jacky (Rundskop)
  - Hande Kodja - Marieke, Marieke

Miglior fotografia
- Jean-Paul De Zaeytijd - Un'estate da giganti (Les Géants)
  - Nicolas Karakatsanis - Bullhead - La vincente ascesa di Jacky (Rundskop)
  - Alain Marcoen - Il ragazzo con la bicicletta (Le Gamin au vélo)

Miglior sonoro
- Emmanuel de Boissieu, Fred Meert, Hélène Lamy-Au-Rousseau - La Fée
  - Marc Bastien, Thomas Gauder - Un'estate da giganti (Les Géants)
  - Benoît De Clerck, Yves De Mey, Quentin Collette, Christine Verschorren, Benoît Biral - Bullhead - La vincente ascesa di Jacky (Rundskop)

Migliore scenografia
- Véronique Sacrez - Quartier lointain
  - Eugénie Collet, Florence Vercheval - La Meute
  - Igor Gabriel - Il ragazzo con la bicicletta (Le Gamin au vélo)
  - Paul Rouschop - Un'estate da giganti (Les Géants)

Migliori costumi
- Claire Dubien - La Fée
  - Elise Ancion - Un'estate da giganti (Les Géants)
  - Florence Scholtes - Quartier lointain

 Migliore colonna sonora 
- Bram Van Parys - Un'estate da giganti (Les Géants)
  - Raf Keunen - Bullhead - La vincente ascesa di Jacky (Rundskop)
  - Frédéric Vercheval - Krach

Miglior montaggio
- Alain Dessauvage - Bullhead - La vincente ascesa di Jacky (Rundskop)
  - Marie-Hélène Dozo - Il ragazzo con la bicicletta (Le Gamin au vélo)
  - Ewin Ryckaert - Un'estate da giganti (Les Géants)

Miglior cortometraggio
- Dimanches
  - Dos au mur
  - Mauvaise Lune
  - La Version du loup, regia di Ann Sirot e Raphaël Balboni

Miglior documentario
- LoveMEATender
  - L'estate di Giacomo
  - Fritkot
  - Sous la main de l'autre

Premio onorario
- Nathalie Baye

Premio del pubblico
- Virginie Efira